# 楊新期
楊新期（1582年—1637年），字應昌，號泰階，山西陽城縣（今山西省晉城市陽城縣）人。明朝政治人物，萬曆丁未進士。

## 生平
萬曆三十一年（1603年）癸卯科山西乡试第七名举人，萬曆三十五年（1607年）丁未科進士。户部觀政，初官河南項城縣知縣，政績卓著，民立生祠祭祀。三十八年调杞县，四十一年起补蠡县，四十四年再补渭南知县，四十六年本省同考，四十八年行取考选，天启元年選授为河南道監察御史，五年巡视光禄寺，本年革职为民。崇祯三年復起河南道。为人清素，所用冠服，皆二十年以前之物，每次入朝，穿衣臃肿，深为崇祯帝所厌恶，认为其人无才。故多年不得升遷，郁郁不乐，以至病重不起。崇祯十年丁丑升陝西參議，数日后而卒。

## 家族
曾祖杨争光，县丞；祖父杨元爵，庠生；父杨尔梁，庠生。母田氏。具庆下。弟杨新时、杨道亨。